# François Spoerry
François Spoerry, né le 28 décembre 1912 à Mulhouse et mort le 11 janvier 1999 à Port Grimaud, est un architecte français, rendu célèbre par la réalisation de cités lacustres et autres marinas, dont notamment celle de Port-Grimaud dans le Midi de la France.

## Biographie
Fils d'Henry Spoerry, industriel, et de Jeanne Schlumberger et frère d'Anne Spoerry médecin française avec laquelle il était entré dans la Résistance sous l'occupation. Issu d'une grande famille d'industriels protestants, originaire de Fischenthal et Männedorf, dans le canton de Zurich, en Suisse, après des études secondaires, il commence sa formation d'architecte à Strasbourg en 1930, puis devient l'assistant de Jacques Couëlle entre 1932 et 1934, avant d'être diplômé de l'école des Beaux-Arts le 28 juillet 1942. 
Résistant, il est arrêté et interné à Fresnes avec sa sœur Anne. Il est ensuite déporté à Buchenwald par le convoi parti de Paris le 10 janvier 1944 (convoi I.169), puis à Dachau.  
Après sa libération, l'ancien déporté qui était un homme de convictions religieuses supportait mal de voir des sans-abris et des mal-logés. Il participa en 1954 au projet Emmaüs de construction d'HLM. 
Devenu le gendre d'Antonin Besse, il ouvre son premier cabinet d'architecture après la guerre à Mulhouse, où il est associé à un nombre important de projets de reconstruction. Il y construit, en sa qualité d'urbaniste du nouveau centre ville (il sera conseiller municipal pendant vingt-quatre ans), la Tour de l'Europe, la plus grande structure française de l'époque, au sommet de laquelle se trouve un restaurant panoramique tournant. Il y bâtit aussi plusieurs ensembles résidentiels : la Tour Wilson (second plus haut immeuble de la ville après la Tour de l'Europe), la résidence Clemenceau, la résidence Pierrefontaine…
François Spoerry a rompu avec les principes d'urbanisme du congrès international d'architecture moderne (CIAM) et a redécouvert les principes d'un urbanisme dense qui ose reprendre les modules et les figures traditionnelles[réf. nécessaire], trouvant son expression dans des cités lacustres dont la marina de Port Grimaud, créée de toutes pièces en lieu et place d'un marécage. 
Si son architecture n'est pas encore considérée comme expression du postmodernisme, car il y manque l'ironie critique[réf. nécessaire], il a incontestablement[non neutre] posé les bases de la Charte pour un Nouvel urbanisme[Quoi ?] qui renversera aussi le Mouvement moderne en urbanisme trente ans après[Quand ?].
À la fin des années 1980, il a été membre[réf. nécessaire] de l'Association mondiale pour l'investissement immobilier et la construction[Quoi ?] (AMIIC), siégeant rue du Rhône à Genève, et participé à plusieurs colloques internationaux animés par Jean-Pierre Thiollet à  Genève, Paris et Marbella).
Il a également construit Porto Cervo en Sardaigne, le village de Bendinat à Palma de Majorque, Puerto Escondido au Mexique, Port-Liberté dans la baie de New-York, Port-Louis en Louisiane, le cœur du village de Saint-Clément-de-Rivière, Port-Cergy dans le Val-d'Oise; il dessine aussi le cœur de ville du Plessis-Robinson qu'il ne verra pas achevé… 
Décédé le 11 janvier 1999, son corps repose désormais dans un caveau de l'église Saint-François-d'Assise de Port Grimaud.  
Sa sœur, Anne Spoerry, médecin, a soigné les populations des zones reculées d'Afrique, qui l'ont surnommée « Mama daktari », pratiquement jusqu'à sa mort survenue à Nairobi, le 2 février 1999.

## Principales réalisations

### En France
- cité lacustre de Port-Grimaud, quartier de Grimaud,
- quartier de Port-Cergy à Cergy-Pontoise,
- aménagement de la tour réalisée par Auguste Perret à Amiens,
- nouveau village de Gassin dans le Var (projet primé par une Marianne d'or[5] et le prix européen d'architecture Philippe Rotthier[6])
- tour de l'Europe à Mulhouse,
- cœur de ville du Plessis-Robinson
- cœur du village de Saint-Clément-de-Rivière, dans l'Hérault

### A l'étranger
- quartier de Puerto Escondido en Basse-Californie du Sud (Mexique),
- quartier de Port Liberté, à Jersey City (New Jersey) dans la baie de New York,
- quartier de Porto Cervo en Sardaigne (Italie),
- quartier de Port-Louis en Louisiane,
- village de Bendinat à Palma de Majorque (Baléares),
- village de Saifi (le quartier des Arts) à Beyrouth (Liban).

## Distinction
- Médaille de la Résistance française (décret du 24 avril 1946)[7]

## Hommages
En juin 2007, le conseil municipal de Mulhouse décide de rendre hommage à l'architecte mulhousien et ancien résistant (déporté) qui fut élu municipal pendant 24 ans, en donnant le nom de François-Spoerry à une rue de la ville.
L'une des places de Port Grimaud porte depuis quelques années son nom[Quand ?].
Une place porte son nom dans la Grande-Rue du quartier du cœur de ville du Plessis-Robinson